# Merlyn Hans Dethlefsen
Merlyn Hans Dethlefsen (Greenville, 29 giugno 1934 – Contea di Tarrant, 14 dicembre 1987) è stato un militare e aviatore statunitense, decorato della Medal of Honor a vivente nel corso della guerra del Vietnam.

## Biografia

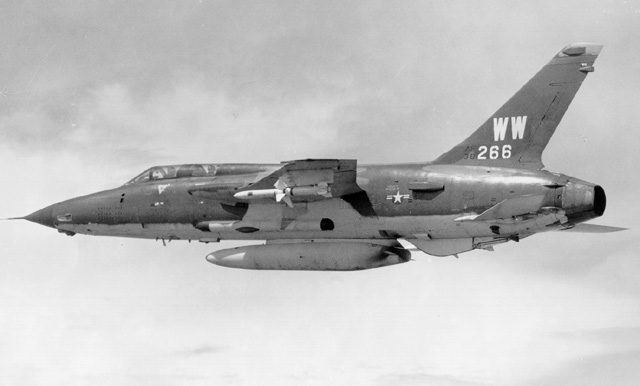
Un cacciabombardiere Republic F-105G armato con missile antiradiazioni AGM-45 Shrike.

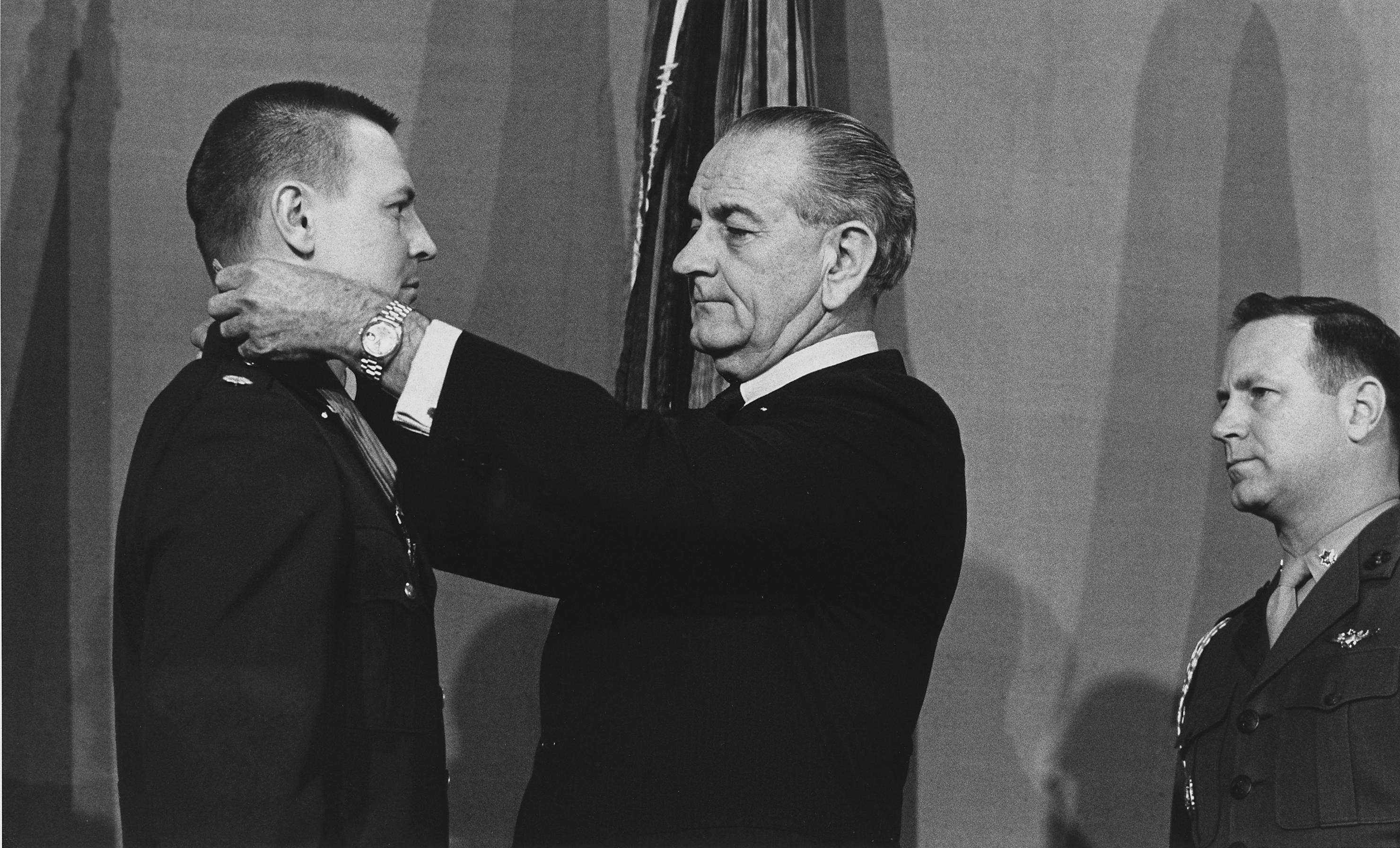
Il Presidente Lybndon B. Johnson consegna al capitano Merlyn Hans Dethlefsen la Medal of Honor.

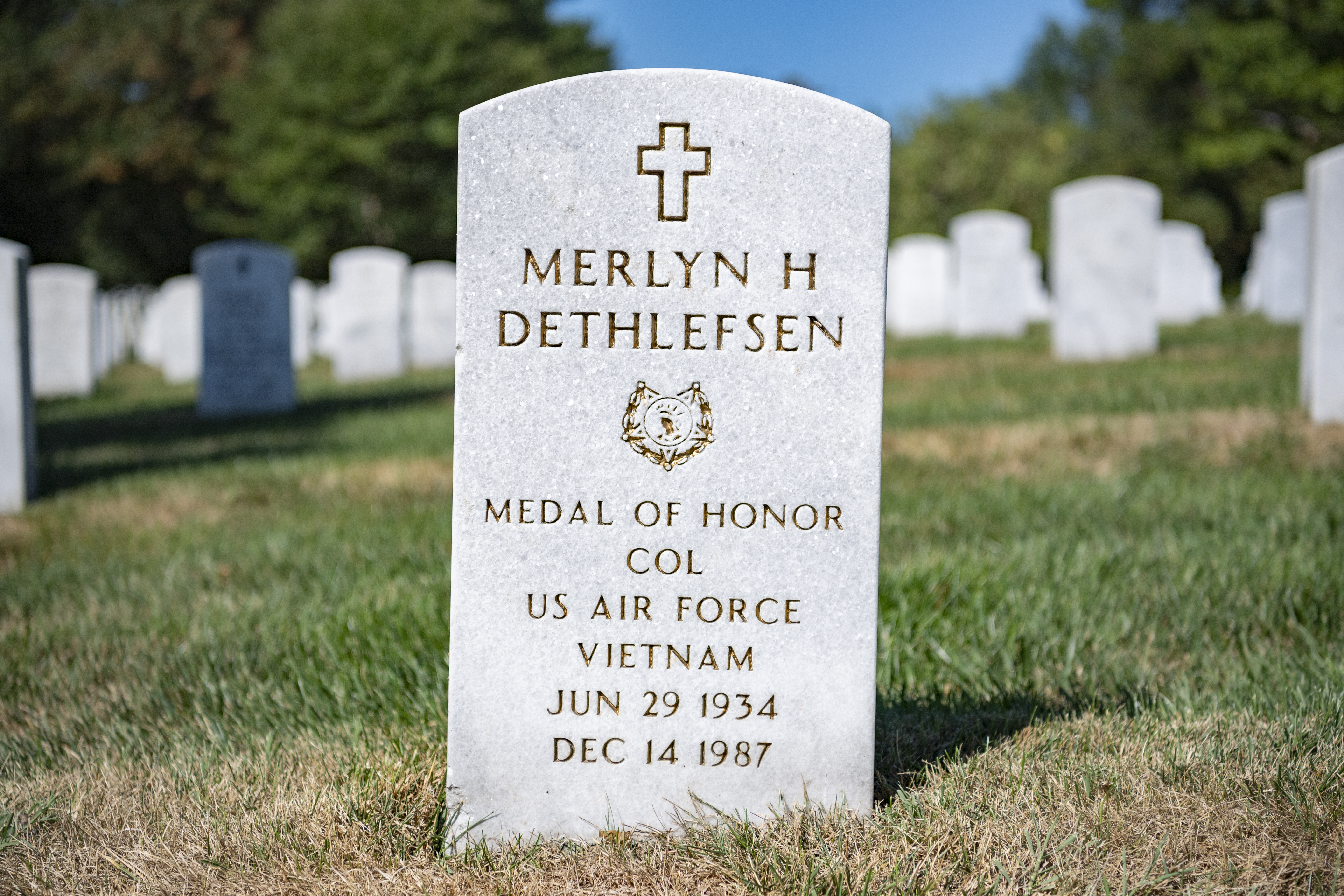
Tomba del colonnello Merlyn Hans Dethlefsen presso la sezione 65 del Cimitero nazionale di Arlington.

Nacque il 29 giugno 1934 a Greenville, Iowa. Dopo aver frequentato la Iowa State University per due anni, si arruolò nell'US Air Force a Royal nel 1954, iniziando a frequentare l'Aviation Cadet Training Program l'8 giugno 1955.
Inizialmente prestò servizio come navigatore, dal febbraio 1957 al gennaio 1959, sui velivoli da trasporto Douglas C-124 Globemaster II presso la Dover Air Force Base (Delaware), per poi entrare nel corso di addestramento al pilotaggio sulla Bainbridge Air Force Base (Georgia).
Dopo aver conseguito il brevetto di pilota militare nel febbraio 1960 e frequentato il corso di addestramento al combattimento fu assegnato in servizio al 9th Tactical Fighter Squadron, di stanza in Germania Ovest sulla Spangdahlem Air Base, equipaggiato con i cacciabombardieri North American F-100 Super Sabre. Rimase presso questo reparto dal gennaio 1961 al febbraio 1965.
Fu quindi trasferito al 560th Tactical Fighter Squadron di stanza sulla McConnell Air Force Base dove rimase sino all'ottobre 1966, quando partì per Sud Est Asiatico.  Nel corso del 1965 aveva conseguito la laurea in economia presso l'University of Nebraska Omaha.
Inviato nel sud-est asiatico entrò in servizio presso il 333rd Tactical Fighter Squadron, allora equipaggiato con i cacciabombardieri Republic F-105 Thunderchief, sulla base aerea di Takhli, in Thailandia. Il 10 marzo 1967 fu promosso captain, e in quello stesso giorno decollò con il suo F-105 per una missione contro l'acciaieria Thai Nguyen a nord di Hanoi insieme ad altri 71 cacciabombardieri tra F-105 Thunderchief di Korat e Takhli e McDonnell Douglas F-4 Phantom II di Ubon. Il loro compito era attaccare il complesso si missili terra-aria, i cannoni antiaerei e un anello di armi automatiche posto a difesa del bersaglio. Al primo passaggio, il suo leader di volo (F-105F 63-8335, pilotato da David Everson e Jose Luna, entrambi presi poi prigionieri di guerra) venne abbattuto dal fuoco dei cannoni contraerei da 85 mm e il suo gregario fu costretto a ritirarsi con gravi danni. Assunto quindi il comando della formazione di Wild Weasel il suo aereo fu colpito più volte, riportando gravi danni, e malgrado la presenza in zona dei caccia Mikoyan-Gurevich MiG-21, egli eseguì cinque passaggi, insieme con il suo gregario Kenneth Holmes Bell, contro le difese aeree avversarie.
Eludendo un secondo MiG-21 portò il suo aereo in picchiata per localizzare il complesso missilistico venendo nuovamente colpito dalla contraerea. Effettuando un ultimo attacco in picchiata sparò con il cannone da 20 mm  distruggendo uno dei siti di lancio prima di virare finalmente in direzione di Takhli, a 500 miglia di distanza. La missione fu considerata un successo anche se due F-4 della forza d'attacco furono abbattuti.
Per il coraggio dimostrato in questo combattimento fu decorato con la Medal of Honor consegnatagli personalmente dal Presidente Lyndon B. Johnson il 1 febbraio 1968, terzo dei 12 aviatori che ne furono insigniti durante la guerra del Vietnam.
Dopo il servizio in Vietnam fu assegnato come pilota istruttore presso il 3575th Pilot Training Squadron e il 3576th Student Squadron di stanza sulla Vance Air Force Base, rimanendovi dal giugno 1967 all'agosto 1971.  Frequentò poi l'Air War College presso la Maxwell Air Force Base diplomandosi nel giugno 1972, passando quindi all'Army War College presso Carlisle Barracks, dal giugno 1972 al 1974.  Fu quindi assistente direttore delle operazioni per lo stormo dei ricognitori supersonici Lockheed SR-71 Blackbird sulla Beale Air Force Base, prima di servire come direttore delle operazioni per il 96th Bomber Wing Heavy, equipaggiato con i bombardieri Boeing B-52 Stratofortress, di stanza sulla Dyess Air Force Base, dal 1975 al 1977.
Lasciò il servizio in aeronautica militare nel 1977 con il grado di colonnello, si spense all'età di 53 anni, per cause naturali il 14 dicembre 1987 nella contea di Tarrant, in Texas. La salma fu successivamente sepolta nella sezione 65 del cimitero nazionale di Arlington.

### Fonti
1. 1 2 3 4 5 6 7 8 9 10 11  Veteran Tributes.
2. 1 2 3 4  Schneider 1979, p. 24.
3. 1 2 3 4 5 6 7  Airforce Togetherweserved.
4. 1 2 3 4 5  Galbiati 2014, p. 37.